# Ебернган
Ебернган (нім. Ebernhahn) — громада в Німеччині, розташована в землі Рейнланд-Пфальц. Входить до складу району Вестервальд. Складова частина об'єднання громад Віргес.
Площа — 3,33 км2. Населення становить 1245 ос. (станом на 31 грудня 2020).